# Nola (film)
Nola (Nola) è un film del 2003 diretto da Alan Hruska. A causa dello scarso successo nelle sale, il film è stato ritirato dal mercato e distribuito via home video; inoltre non ha varcato i confini americani.

## Trama
In fuga dal suo patrigno violento, la protagonista Nola si reca a New York in cerca del suo padre biologico. La prima notte la trascorre a Central Park, ma la sua fortuna cambia quando incontra Ben.